# Ettore Fieramosca
Ettore Fieramosca (* 1476 in Capua; † 1515 in Valladolid) war ein italienischer Condottiere.

## Leben
Fieramosca trat 1492 in die Dienste des neapolitanischen Königs Ferdinand II., für den er in den Italienischen Kriegen zunächst gegen die einfallenden Franzosen Karls VIII. kämpfte. 1497 zeichnete er sich zusammen mit seinem Bruder Guido bei Fermo aus, wo er die Burg von Offidia verteidigte.
1502 kämpfte er unter Prospero und Fabrizio Colonna in Apulien gegen die Franzosen. Als sich ein französischer Kommandeur, Charles de la Motte, in ironischem und abfälligem Ton über die neapolitanischen Soldaten äußerte, forderte Ettore Fieramosca die Franzosen zu einem Duell heraus (Disfida di Barletta). Am 13. Februar 1503 traten 13 französische Ritter gegen ebenso viele italienische Ritter an. Den erbitterten Kampf gewannen die Italiener unter der Führung Fieramoscas. Charles de la Motte ergab sich während des Kampfes. Im April 1503 nahm Fieramosca zusammen unter dem Spanier Gonzalo Fernández de Córdoba y Aguilar an der Schlacht von Cerignola teil, die die Franzosen verloren. Dabei kam auch der französische Befehlshaber, Herzog von Nemours Louis d’Armagnac, ums Leben. Nach dem Sieg wurde Ettore Fieramosca zum Grafen von Miglionico ernannt und erhielt einige Feudalgebiete.
Als Napoleons Truppen 1805 das Königreich Neapel eroberten, zerstörten sie in Barletta ein Denkmal, das zum Gedenken an Ettore Fieramoscas Sieg errichtet worden war. Es wurde 1846 wieder hergerichtet.

## Literarische Rezeption
Während der italienischen Einigung (Risorgimento) wurde Ettore Fieramosca vielfach idealisiert. Der italienische Schriftsteller und Politiker Massimo d’Azeglio verherrlichte ihn 1833 in dem Roman Ettore Fieramosca o la disfida di Barletta.

## Verfilmungen
Fieramoscas Leben wurde mehrmals in Italien verfilmt:
Stummfilme
- 1909: Ettore Fieramosca – Regie: Ernesto Maria Pasquali
- 1915: Ettore Fieramosca – Regie: Domenico Gaido, Umberto Paradisi

Tonfilme
- 1938: Stürme über Morreale mit Gino Cervi – Regie: Alessandro Blasetti
- 1975 verkörperte Bud Spencer in der Komödie Hector, der Ritter ohne Furcht und Tadel die Figur des Ettore Fieramosca. Die Vorgänge der Disfida di Barletta bilden sehr frei den Hintergrund des Films. Am Ende kommt es zum Duell zwischen den Franzosen und den Italienern, welches die Italiener unter Hectors Führung für sich entscheiden.

| Personendaten    | Personendaten             |
| ---------------- | ------------------------- |
| NAME             | Fieramosca, Ettore        |
| KURZBESCHREIBUNG | italienischer Condottiere |
| GEBURTSDATUM     | 1476                      |
| GEBURTSORT       | Capua                     |
| STERBEDATUM      | 1515                      |
| STERBEORT        | Valladolid                |